# Araiya coccinea
Araiya coccinea är en spindelart som först beskrevs av Simon 1884.  Araiya coccinea ingår i släktet Araiya och familjen spökspindlar. Inga underarter finns listade i Catalogue of Life.